# Oleśnica
Oleśnica é um município da Polônia, na voivodia da Baixa Silésia e no condado de Oleśnica. Estende-se por uma área de 20,96 km², com 37 242 habitantes, segundo os censos de 2019, com uma densidade de 1777 hab/km².